# Louis Athanase Des Balbes de Berton de Crillon
Pour les articles homonymes, voir Famille de Crillon.
Louis Athanase des Balbes de Berton de Crillon  dit l'abbé de Crillon (né à Avignon en 1726 - mort à Avignon le 26 juin 1789) est un ecclésiastique et littérateur français ; il est le dernier  abbé commendataire de l'abbaye de Grandselve.

## Biographie
Il est le fils de François Félix de Berton des Balbes, duc de Crillon et de Marie-Thérèse de Fabry de Moncault et le frère cadet du duc de Mahon. Il est le cousin germain de l'abbé de Véri. 
Il est destiné à l'Église. Il devient abbé de l'abbaye de Baignes comme successeur de son oncle Jean-Louis de Crillon, archevêque de Narbonne. Désigné comme agent général du clergé de France le 8 avril 1755 par la province d'Embrun, Crillon est nommé abbé commendataire de l'abbaye de Grandselve en 1778. Il est surtout connu comme écrivain catholique adversaire des philosophes du XVIIIe siècle, notamment par son ouvrage philosophique :
- De l'Homme moral, Paris, Desprez, 1771

Il publie ensuite un ouvrage de mémoires apocryphes :
- Mémoires philosophiques du baron de ***, chambellan de sa Majesté l'Impératrice Reine, publié en deux tomes à Paris en 1777/1778.

et enfin un livre à la gloire de son ancêtre le Brave Crillon le compagnon d'armes du roi Henri IV de France :
- Vie de Louis de Berton de Crillon des Balbes, surnommé le brave Crillon, qu'il laisse inachevé et qui n'est publié qu'en 1825.

## Sources
- François Xavier de Feller, Biographie universelle, Paris 1841, tome second p. 431.